# Pygophora palauensis
Pygophora palauensis är en tvåvingeart som beskrevs av John Otterbein Snyder 1965. Pygophora palauensis ingår i släktet Pygophora och familjen husflugor. Inga underarter finns listade i Catalogue of Life.